# Эхтяри (зоопарк)
Зоопарк Эхтяри (фин. Ähtärin eläinpuisto) — второй по численности (после Коркеасаари) и один из самых северных зоопарков Финляндии, расположенный в городе Эхтяри. Является членом ассоциации EAZA. Площадь зоопарка составляет 60 гектаров.

## История
17 июня 1973 года, по инициативе мэра региона Вяйно Яякола, в Эхтяри был открыт зоопарк, а первым животным в коллекции стал лось по имени Кёпи. Позднее коллекция пополнилась волками, рысями и бурыми медведями.
В 2003 году, в годовщину 30-летия со дня основания, хельсинкский зоопарк Коркеасаари подарил зоопарку Эхтяри особей снежного барса, однако, 1 мая 2019 года самка снежного барса по кличке Шила скончалась при первых родах. Зоопарк намерен продолжить программу по сохранению снежных барсов.
Зоопарк совместно с общественной организацией ProAgria участвует в программе «Бамбук для панды», способствующей защите и сохранению панд. Приобретение в коллекцию зоопарка пары больших панд из Китая, способствовало стабилизации финансового положения зоопарка и двукратному увеличению числа посетителей.

## Коллекция
На 2006 год в зоопарке проживало 300 животных 65 различных видов среди которых: бурые медведи, лоси, волки, рыси, снежные барсы, росомахи, лисицы, выдровые, бобры, зубры, кабаны, европейские косули, лани, северные олени, белохвостые олени, белые совы, филины, водоплавающие птицы.